# Baguio City

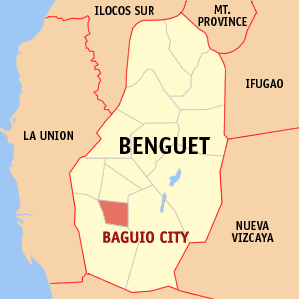
Baguio Citys läge i provinsen Benguet.

Baguio City är en stad på ön Luzon i Filippinerna. Officiellt är staden Baguio känd i fyra olika dialekter som ofta används i staden. Ibaloi: Syudad ne Bag-iw; Kankanaey: Syudad di Bagiw; Ilocano: Siudad ti Baguio; Tagalog: Lungsod ng Baguio. 
Det är geografiskt beläget i Benguet, som fungerar som provinshuvudstad från 1901 till 1916, men har sedan administrerats oberoende av provinsen efter dess omvandling till en chartrad stad. Staden är centrum för affärer, handel och utbildning i norra Luzon. Den är administrativ huvudort för Kordiljärernas administrativa region och är belägen i provinsen Benguet. 
Det är känt som "Filippinernas sommarhuvudstad", på grund av sitt svala klimat eftersom staden ligger cirka 470 meter över havet, ofta citerat som 1 540 meter (5 5050 fot) i Luzons tropiska tallskogs ekoregion, vilket också gör det gynnsamt för tillväxten av mossiga växter, orkidéer och tallar, till vilka det tillskriver sin andra namn som "Pines City".
Baguio grundades som en kulle station av USA 1900 på platsen för en Ibaloi by känd som Kafagway. Det var USA:s enda kulle station i Asien. Baguio klassificeras som en Highly Urbanized City (HUC). 
Baguio Citys befolkning 2021 uppskattas nu till 378 849. I 1950-tal var befolkningen i Baguio City 33 470. Baguio City har vuxit med 6 169 sedan 2015, vilket motsvarar en årlig förändring på 1,66%. Dessa befolkningsuppskattningar och prognoser kommer från den senaste översynen av FN:s världs urbaniseringsprospekter. Dessa uppskattningar representerar Urban agglomeration i Baguio City, som vanligtvis inkluderar Baguio Citys befolkning utöver angränsande förortsområden.
Staden är indelad i 129 smådistrikt, barangayer, varav samtliga är klassificerade som tätortsdistrikt.

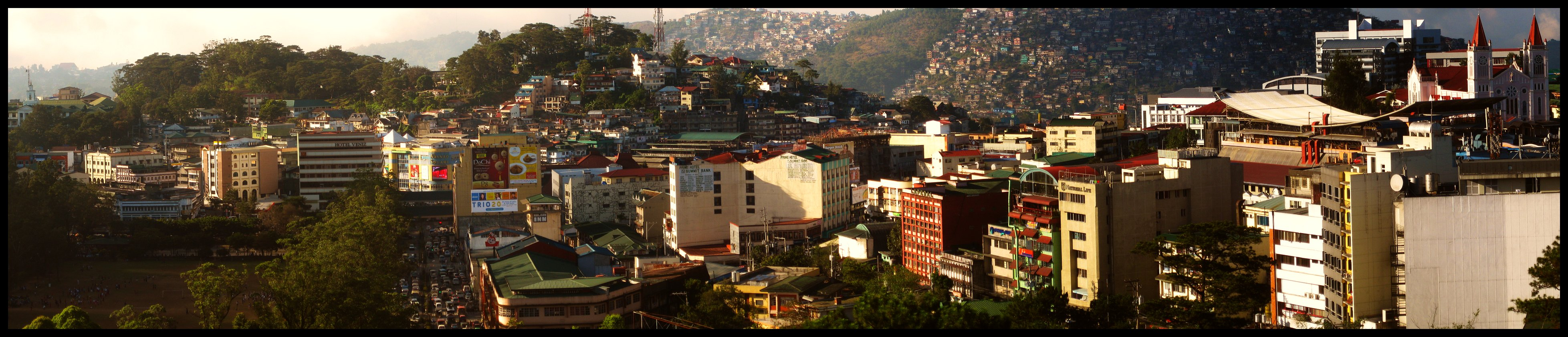
Panorama över Baguio City.